# Ernest van Dyck
Ernest van Dyck, właśc. Ernest Marie Hubert van Dijck (ur. 2 kwietnia 1861 w Antwerpii, zm. 31 sierpnia 1923 w Berlaar) – belgijski śpiewak operowy, tenor.

## Życiorys
Studiował prawo w Leuven i Brukseli, studiów jednak nie ukończył. Następnie podjął pracę jako dziennikarz w Paryżu. Studia wokalne odbył u Saint-Yvesa Baxa. Debiutował jako śpiewak w 1883 roku w kantacie Paula Vidala Gladiator, później występował w ramach Concerts Lamoureux. W 1887 roku kreował partię tytułową w trakcie pierwszego francuskiego wystawienia Lohengrina Richarda Wagnera w paryskim Éden-Théâtre. Po uzupełniających studiach w zakresie interpretacji ról wagnerowskich u Felixa Mottla w Karlsruhe otrzymał w 1888 roku tytułową rolę w Parsifalu na festiwalu w Bayreuth. Należał do czołowych tenorów wagnerowskich swojej epoki, występował m.in. w Operze Wiedeńskiej, Covent Garden Theatre w Londynie, Opéra de Paris, Petersburgu, Amsterdamie, Pradze, Budapeszcie i Bukareszcie. W 1898 roku tytułową rolą w Tannhäuserze debiutował na scenie nowojorskiej Metropolitan Opera, z którą pozostał związany do 1902 roku. Specjalizował się także w repertuarze francuskim, był m.in. odtwórcą partii tytułowej w prapremierowym przedstawieniu opery Werther Jules’a Masseneta (Wiedeń 1892). Kreował także rolę tytułową w angielskiej premierze opery Der Evangelimann Wilhelma Kienzla (Londyn 1896).
Uczył śpiewu w konserwatoriach w Brukseli i Antwerpii. Zachowały się słabej jakości nagrania jego głosu, dokonane w 1905 roku dla wytwórni Fonotipia i Pathé.